# 몰부피
몰부피(molar volume)란 1몰 기체가 STP조건에서 차지하는 부피이다. 0 °C, 1 atm에서 22.414 L/mol값을 갖는다.
{\displaystyle V_{\text{m}}={\frac {M}{\rho }}}
몰부피는 몰당 세제곱미터(m3/mol)라는 국제단위계를 보유하지만 기체의 경우 몰당 세제곱리터(dm3/mol), 액체와 고체의 경우 몰당 세제곱센티미터(cm3/mol)를 사용하는 것이 일반적이다.

## 같이 보기
- 비부피
- 몰 질량